# Piedimonte Etneo
Piedimonte Etneo là một đô thị ở tỉnh Catania trong vùng Sicilia, có khoảng cách khoảng 160 km về phía đông của Palermo và cách khoảng 35 km về phía đông bắc của Catania. Tại thời điểm ngày 31 tháng 12 năm 2004, đô thị này có dân số 3.780 người và diện tích là 26,5 km².
Piedimonte Etneo giáp các đô thị: Calatabiano, Castiglione di Sicilia, Fiumefreddo di Sicilia, Linguaglossa, Mascali, Sant'Alfio.